# Церква Вознесіння Господнього (Вигода, УГКЦ)
Церква Вознесіння Господнього у Вигоді — парафія і храм греко-католицької громади Мельнице-Подільського деканату Бучацької єпархії Української греко-католицької церкви в селі Вигода Чортківського району Тернопільської области.

## Історія церкви
Парафія була утворена у 1993 році. Храм збудували в 1993—1995 роках за проєктом Ярослава Дергака. Будівництво здійснювалося за кошти жертводавців та колективного господарства, яким керував Віктор Валянський.
Храм освятив єпископ Михаїл Сабрига 28 вересня 1995 року.
При парафії з 1998 року діє братство «Матері Божої Неустанної Помочі». Церква має право на одноденний відпуст на свято Успіння Пресвятої Богородиці.
На території села також встановлено фігуру Матері Божої та хрести парафіяльного значення.

## Парохи
- о. Василь Мацик,
- о. Святослав Жабюк,
- о. Андрій Сенишин,
- о. Юрій Яновський,
- о. Микола Бибик (з 12 жовтня 2007).